# الدعارة في لاوس

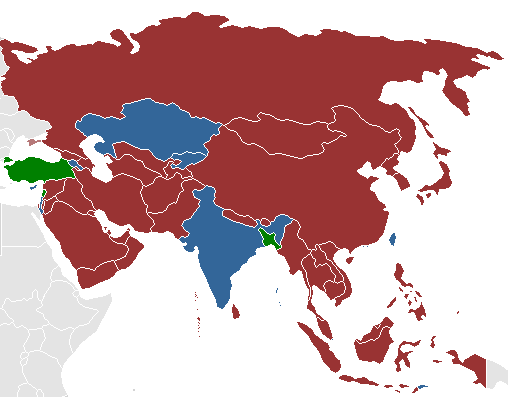

تُعتبر الدعارة في لاوس من الأنشطة الإجرامية التي يمكن أن تؤدي ممارستها للخضوع إلى مقاضاة شديدة، وهي أقل شيوعاً بكثير من تايلاند المجاورة.:135 يجري الترويج للدعارة بصورة أساسية في حانات العاصمة ونواديها، كما تنتشر دعارة الشوارع. إن انتشار الدعارة بوضوح في البلاد يخفي حقيقة حظرها قانوناً. وتشكل القرويات المنتميات للعائلات الفقيرة والأقليات الإثنية النسبة الكبرى من العاهرات في لاوس. بالإضافة إلى وجود الكثير من العاهرات اللواتي قدمن إلى لاوس من الصين وفيتنام، بينما تذهب بعض العاهرات اللاوسيات إلى تايلاند للعمل في هذا المجال. وتعد لاوس من البلدان التي يأتي منها النساء والفتيات المهربات لأغراض الاستغلال الجنسي التجاري في تايلاند.

## التاريخ
أدى تنصيب المحمية الفرنسية في لاوس عام 1893 إلى وصول الموظفين الفرنسيين الذين أخذوا «زوجات محليات» خلال قضائهم لفترة خدمتهم في البلاد. ازدادت الدعارة خلال كل من الحرب الهندوصينية الأولى وحرب فيتنام بسبب تواجد قوات أجنبية في لاوس. قدمت العاهرات خلال تلك الفترة من تايلاند للعمل في النوادي الليلية والحانات بالعاصمة فيينتيان. وأدى تورط البلاد بحرب فيتنام خلال ستينيات وسبعينيات القرن العشرين إلى اشتهار فيينتيان بدور الدعارة والحانات المختصة بالعروض الجنسية. وعملت الحكومة اللاوسية منذ مطلع خمسينيات القرن العشرين على تثبيط الدعارة حيث اعتبرتها شراً من الشرور الاجتماعية. وجُرِمت الدعارة بعد تأسيس جمهورية لاوس الديمقراطية الشعبية عام 1975. حيث منع القانون دور الدعارة ما جعلها تتلاشى من البلاد. واحتجزت العاهرات ببادئ الأمر في معسكرات لإعادة التأهيل تدعى «دونغ نانغ» (وتعني: جزيرة النساء)، ولكن توقف العمل بهذه الممارسة فيما بعد. عادت السياحة والنوادي الليلية للبلاد في تسعينيات القرن العشرين مما إدى إلى ازدياد الدعارة وظهورها بصورة أكثر وضوحاً من جديد.

## الأسباب
يعد الفقر من الأسباب التي أدت إلى ازدياد الدعارة في لاوس. كما وجذبت صناعة الجنس في تايلاند المجاورة العاملات الجنسيات القادمات من لاوس. دفع تغير الظروف الاقتصادية-الاجتماعية بالمناطق الريفية في لاوس بحلول عام 2011 بازدياد عدد نساء أقلية خمو الإثنية اللاتي برزن في أرخص مجالات العمل الجنسي بالبلاد. أشار بحث نُشر عام 2012 بأن العاملات في المجال الجنسي اعتبرن الدعارة «مصدر سهل وجيد للدخل بالمقارنة مع أعمال أخرى». كما أشادوا بتمتع هذه المهنة بميزة كونها «مناسبة للشخص المتدني التعليم لأن العمل في حانة لا يتطلب الحصول على مهارات أو تدريب رسمي ويمكن تعلمها بسرعة».

## الأماكن المستخدمة
يحظر القانون اللاوسي دور الدعارة. غالباً ما يتم توظيف العاملات في المجال الجنسي بصفة مضيفات في أماكن الترفيه مثل الحانات بأنواعها والنوادي الليلية وبعض أماكن إقامة السياح والمطاعم. وتقدم هؤلاء العاملات البيرة والوجبات الخفيفة وتقمن بإجراء محادثات مع الزبائن والترويج للجنس. ويستخدم القوادة أحياناً بهدف العثور على زبائن. وتُقدم الخدمات الجنسية في الفنادق ونزل إقامة السياح أو غرفة الزبون والتي عادة ما تكون ملحقة بأماكن الترفيه، أو أنها تميل لتقع في مناطق نائية. وأطلق على منطقة المثلث الذهبي الاقتصادية الخاصة الواقعة بمحافظة بوكيو بأنها «مركز المقامرة والدعارة والتجارة غير المشروعة».

## العوز المناعي المكتسب/الإيدز
تراوحت نسبة العاملات الجنسيات اللواتي قدر إصابتهن بعدوى فيروس العوز المناعي المكتسب/الإيدز عام 2004 ما بين 0.8 حتى 4.2 بالمئة. وبلغ انتشار فيروس العوز المناعي المكتسب من أصل مجموع السكان في لاوس عام 2015 نسبة 0.2%، ووصل عدد الإصابات الجديدة إلى 1096، ووقعت 128 حالة وفاة مرتبطة بالإيدز.